# Marót Péter
Marót Péter (Miskolc, 1945. május 27. – Budapest, 2020. június 7.) olimpiai ezüstérmes, világbajnok magyar kardvívó.

## Pályafutása
A BVSC-ben kezdett vívni. 1965-ben ifjúsági világbajnokságot nyert. 1970-ben vb ezüstérmes volt csapatban. hatodik egyéniben. A következő évben ismét második helyezést ért el a világbajnokságon csapatban. Az 1972-es müncheni olimpián kard egyéniben ezüst-, csapatban bronzérmet szerzett. Az 1973-as göteborgi világbajnokságon csapatban világbajnok lett. 1974-ben negyedik helyen végzett a vb-n csapatban. A következő évben csapatban és egyéniben vb érmes volt. A montréáli olimpián csapatban negyedik helyen zárt. 1977-ben az utolsó vb-jén bronzérmes volt csapatban. 1980-ban fejezte be sportolói pályafutását. Ezután éttermet üzemeltetett valamint edzőként tevékenykedett.

## Díjai, elismerései
- Munka Érdemrend ezüst fokozat (1972)[3]
- A Gépipar Kiváló Dolgozója (1972)[4]
- Az év magyar vívója (1975)